# TyDi
tyDi (ur. 31 maja 1987 roku jako Tyson Illingworth w Brisbane) – australijski Dj i producent muzyczny. Wydał trzy albumy muzyczne.

## Dyskografia

### Albumy
- Look Closer (2009)
- Shooting Stars (2011)
- Redefined (2014)

### Single
- Never Go Back (feat. Brianna Holen) [2011]
- Why Do I Care (feat. Tania Zygar) [2011]
- Calling (feat. Audrey Gallagher) [2010]
- Good Dream (Armada Music) [2010]
- Vanilla (feat. Tania Zygar) [2010]
- Half Light (feat. Tania Zygar) [2010]
- Somehow (feat. Dennis Sheperd feat. Marcie) [2009]
- You Walk Away (feat. Audrey Gallagher) [2009]
- Is it Cold? (Armada Music) [2009]
- Foolish (Armada Music) [2009]
- Mind Games [2008]
- Never Seems So / Starcrossed [2008]
- Russia [2008]
- Fool [2008]
- Under the Stars [2008]
- Kopi Susu [2008]
- Meet Me in Kyoto [2008]
- Familiar Streets [2006]